# Dusona linearis
Dusona linearis är en stekelart som beskrevs av Horstmann 2004. Dusona linearis ingår i släktet Dusona och familjen brokparasitsteklar. Inga underarter finns listade i Catalogue of Life.